# الکسیوس دوم (ترابوزان)

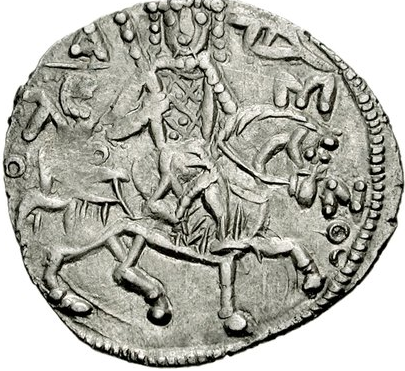
سکه‌ای با نقش الکسیوس دوم سوار بر اسب

الکسیوس دوم مگاس کومننوس (به یونانی: Αλέξιος Β΄ Μέγας Κομνηνός) (زادهٔ ۱۲۸۲ میلادی- مرگ ۳ مهٔ ۱۳۳۰ میلادی) امپراتور ترابوزان از ۱۲۹۷ میلادی تا سال مرگش بود. او بزرگترین پسر جان دوم ترابوزان بود.
الکسیوس توانست تجاوزات ترکان، ونیز و جنوا را دفع کند و دربارش را مأمن هنر و علوم گرداند.